# 达米安·特拉耶
达米安·特拉耶（法語：Damien Traille；1979年6月12日—）是一位法國橄欖球運動員。他是法國國家橄欖球隊的一員，代表法國參加了2011年世界盃橄欖球賽。